# Карловарски крај
Карловарски крај (чеш. Karlovarský kraj) је један од 13 чешких крајева, највиших подручних управних јединица у Чешкој Републици. Управно седиште краја је град Карлове Вари, а други већи градови на подручју овог краја су Хеб и Соколов.
Површина краја је 3.315 км², а по процени са почетка 2009. године. Карловарски крај има 304.588 становника.
Карловарски крај је познта по бањском туризму, првенствено по светски чувеној бањи Карлове Вари. Поред ње постоји пар мањих бања (Маријанске Лазње, Франтишкове Лазње).

## Положај
Карловарски крај је смештен у северозападном делу Чешке и погранични је на западу и северу.
Са других страна њега окружују:
- ка северу: Немачка (Саксонија)
- ка истоку: Устечки крај
- ка југу: Плзењски крај
- ка западу: Немачка (Баварска)

## Природни услови
Карловарски крај припада историјској покрајини Бохемија. Крај обухвата брдско и планинско подручје у горњем делу слива реке Охре. На јужној граници округа издиже се планински венац Крушне горе.

## Становништво
По последњој званичној процени са почетка 2009. године. Карловарски крај има 304.588 становника. Последњих година број становника полако расте.

## Подела на округе и важни градови

### Окрузи
Карловарски крај се дели на 3 округа (чеш. Okres):
- 1. Округ Карлове Вари - седиште Карлове Вари,
- 2. Округ Соколов - седиште Соколов,
- 3. Округ Хеб - седиште Хеб.

### Градови
Већи градови на подручју краја су:
- Карлове Вари - 51.000 становника.
- Хеб - 35.000 становника.
- Соколов - 24.000 становника.
- Остров - 17.000 становника.
- Маријанске Лазње - 14.000 становника.
- Ходов - 14.000 становника.
- Аш - 13.000 становника.